# Campylopus acuminatus
Campylopus acuminatus är en bladmossart som beskrevs av Mitten 1869. Campylopus acuminatus ingår i släktet nervmossor, och familjen Dicranaceae. Inga underarter finns listade i Catalogue of Life.